# 우스산
우스산(일본어: 有珠山)은 일본의 홋카이도에 있는 성층 화산으로, 현재까지 활동하는 활화산이다. 이곳은 국립공원으로 지정되었으며, 도야 호수(도야호)옆에 위치해 있다. 이 산은 분화구로 가는 산책로가 있으며, 분화구는 아직도 활동이 활발하다. 이곳은 꽃도 피어서 장관이다. 옆에는 측화산인 쇼와신 산이 있으며 쇼와신 산은 1943년에 최종 분화를 일으켰다. 우수 산은 2000년에 분화하였으며 용암 분출은 없었지만 화산재가 발생하였다. 이렇게 해서 사람들은 도야호 옆에서 사진촬영을 하였다. 그때 화산재는 아주 높이 치솟았다.
2000년때의 분화는 나무들 주변에서 발생하였다. 지금은 케이블카까지 설치해 놓아 산 정상까지 편하게 올라갈 수 있게 되었다.

## 2000년의 분화
2000년에 이 화산이 분화를 일으키면서 화산재 구름이 하늘 높이 치솟았고, 그 주변의 나무들이 다 괴사하였다.
이때의 분화는 멀리서도 잘 보였고, 인명피해는 없었다. 그러나 사람들은 대피를 했을 것이다. 취재진들은 도야호를 건너 멀리서 촬영하였다. 그 후에는 분화를 멎었다. 현재 활동적인 분화구는 니시야마 분화구이다.